# Paraphileurus ventricosus
Paraphileurus ventricosus är en skalbaggsart som beskrevs av S. Endrödi 1978. Paraphileurus ventricosus ingår i släktet Paraphileurus och familjen Dynastidae. Inga underarter finns listade i Catalogue of Life.